# El Santo (serie de televisión)
El Santo (The Saint, en el original en inglés) es una serie de televisión británica de la década de 1960, protagonizada por Roger Moore, en el papel de Simon Templar. La serie se basa en el personaje literario del mismo nombre creado en la década de 1920 por Leslie Charteris, que apareció en numerosas novelas a lo largo de varias décadas.

## Sinopsis
Apodado "El Santo" por cómo sus iniciales coinciden con la abreviatura de la palabra santo en inglés (saint, ST - St.), Simon Templar es un aventurero irresistiblemente encantador, una mezcla de justiciero, detective aficionado y Robin Hood moderno que sigue la pista de los delincuentes por todo el mundo y no duda en robarles. Siempre va en la ayuda de aquellos a quienes la policía no protege, a menudo con métodos por fuera de la ley, en aventuras que incluyen estafar a ladrones, casi siempre defendiendo a bellas mujeres de criminales violentos o de ricos inescrupulosos. Siempre dejaba una tarjeta de visita con su símbolo (una figura de palo con una aureola en la cabeza) al final de sus operaciones. Este símbolo aparece en el tema musical de apertura. Al igual que en la serie de novelas en la que se inspiró, el inspector Claud Eustace Teal, de Scotland Yard, intenta continuamente detenerlo, pero nunca lo consigue, ya sea porque Templar consigue escapar o porque en sus acciones no deja ninguna pista que pueda conducir a él. En la serie, el Santo conduce un Volvo P1800 blanco con la matrícula ST 1.

## Detalles

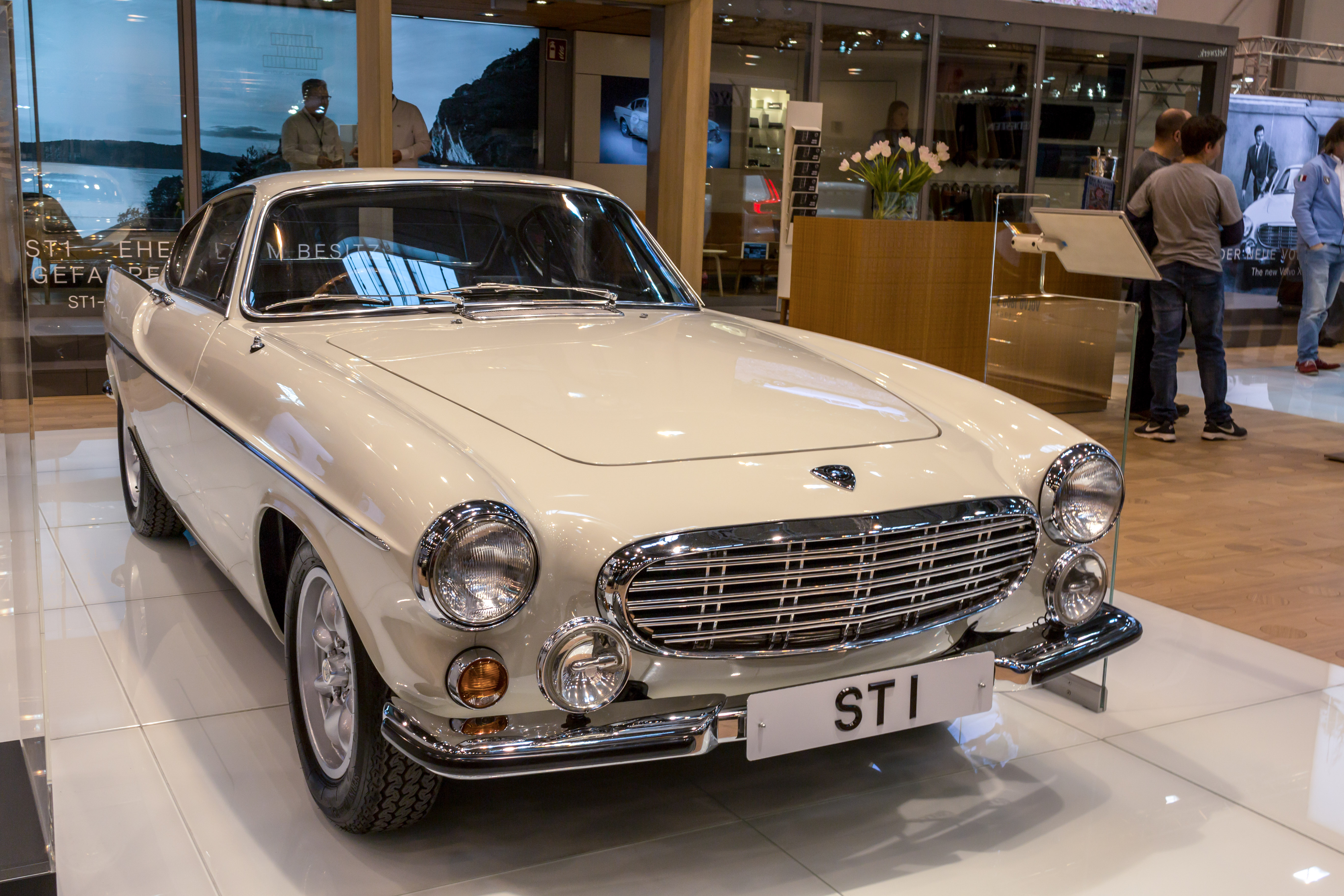
El Santo conducía un Volvo P1800, en la serie.

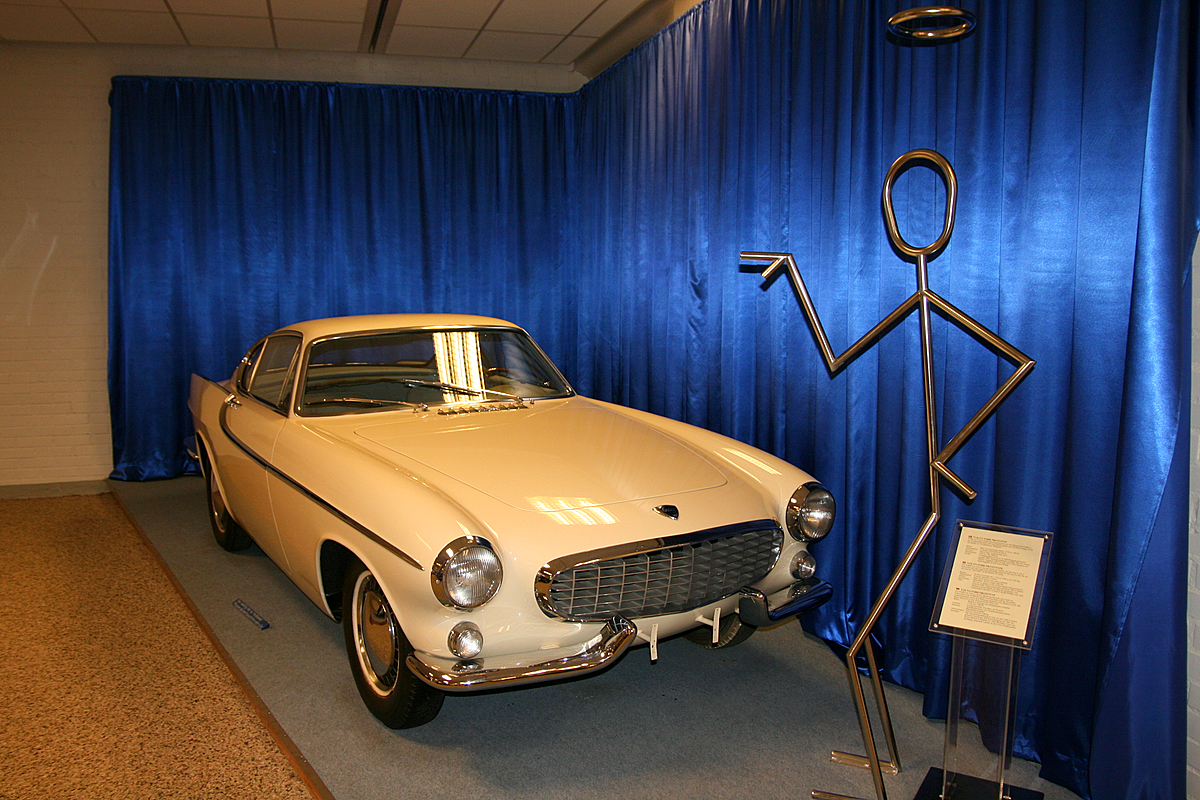
El logo de El Santo junto al Volvo P958-X2, en el Museo de Volvo.

La primera emisión, a través de la estación Independent Television (ITV), tuvo lugar el 4 de febrero de 1962, y el último capítulo se emitió el 9 de febrero de 1969. Del total de 118 episodios, los primeros 71 se realizaron en blanco y negro, mientras que los últimos 47 se emitieron en televisión en color.
La serie muestra las aventuras de Simon Templar, personaje creado por el escritor inglés Leslie Charteris y encarnado por el actor Roger Moore, especie de aventurero sofisticado y con ribetes robinhoodeanos. El protagonismo de Moore en la tira fue absoluto, ya que se trató de una serie de carácter unipersonal con personajes secundarios en cada episodio, siempre centrados en los relatos de Charteris acerca de Templar, suerte de agente refinado, estereotipo del inglés flemático y algo irónico, personaje que en gran medida preanuncia el otro gran rol de Roger Moore, en la década siguiente: el de James Bond.[cita requerida]
Uno de los pocos personajes más o menos fijos en la serie, más allá de Simon Templar, es el del actor Ivor Dean, en el rol del inspector Teal.[cita requerida]
El Santo comenzó como una serie de misterio, pero con el paso de los años adoptó tramas de estilo fantástico y de agentes secretos. Además, a mitad de la serie, se produjo un cambio de producción de blanco y negro a color que recibió mucha publicidad. Los primeros episodios se caracterizaban por la ruptura de la cuarta pared por parte de Moore, quien se dirige al público en su propio papel al principio de cada episodio. Con el cambio al color, esto se sustituyó por una simple narración. La secuencia previa a los créditos solía terminar con alguien que se refería (y/o se dirigía) al Santo por su nombre: "Simon Templar." En ese momento, aparecía un halo animado sobre la cabeza de Templar mientras el Santo miraba a la cámara (o directamente al halo). Algunos episodios, como "Iris", rompieron con esta fórmula y en ellos Templar se dirigía al público durante toda la secuencia de precréditos y se refería a sí mismo por su nombre, estableciendo la historia que seguía.[cita requerida]
Muchos episodios se basaron en las historias de Charteris, aunque se utilizó un mayor porcentaje de guiones originales a medida que avanzaba la serie ("Queen's Ransom" fue tanto el primer episodio en color como el primero que no se basó en una obra de Charteris). La novela corta Vendetta for the Saint, atribuida a Charteris pero escrita por Harry Harrison, fue una de las últimas historias de El Santo en ser adaptadas. Algunos de los guiones posteriores se convirtieron en novelas cortas y se publicaron como parte de la serie de novelas de El Santo, como The Fiction Makers y The People Importers. El primero de estos libros, en cuya portada se le atribuye a Charteris, pero que en realidad fue escrito por otros, fue The Saint on TV, y la serie de novelas cortas continuó durante varios años después de que el programa de televisión terminó.[cita requerida]
El coche de Templar, cuando aparecía, era un Volvo P1800 blanco con la matrícula ST1. Este modelo de Volvo sigue siendo conocido como "el coche del Santo", con versiones en miniatura realizadas por Corgi que han resultado ser muy populares. Volvo ofreció su coche recién introducido en 1962 a la producción por su valor promocional, después de que Jaguar Cars rechazó una petición de parte de los productores de donarles un E-Type.[cita requerida]
En los Estados Unidos, el programa lo emitió inicialmente la cadena NBC; no obstante, resultó ser un producto exitoso más allá de la angloesfera, y llegó a difundirse en unos 60 países, y fue la segunda serie británica de acción más exitosa, solo por detrás de Los vengadores.[cita requerida]
En 1978, se realizó una adaptación de la serie, con Ian Ogilvy en el rol protagónico, titulada Return of the Saint, y en 1989 se realizó una continuación en forma de películas para la televisión protagonizadas por Simon Dutton. Moore nunca volvió a encarnar a Simon Templar, aunque en la película The Saint de 1997, protagonizada por Val Kilmer; su voz se oye en la radio de un automóvil.

## Episodios
Los episodios en blanco y negro de El Santo se realizaron en dos series de producción, la primera, de 39 episodios, se dividió en dos series separadas en transmisión, y la segunda, de 32 episodios, nuevamente dividida en dos series en transmisión. La quinta temporada, la primera que se produjo en color, consistió en una producción de 32 episodios. La segunda serie de producción en color consistió en 15 episodios y tiene un tema musical renovado, que lo distingue del primer lote de episodios en color.
"The Fiction Makers" de la serie cinco se editó en dos partes utilizando el tema renovado para incluirlo en la serie seis, al igual que "Vendetta for the Saint". Sin embargo, durante la transmisión de la serie cinco, la transmisión de los episodios se puso al día con la producción, lo que significa que hubo que incluir repeticiones de algunos de los episodios en blanco y negro en el cronograma para ralentizar la transmisión de nuevos episodios (esto tuvo poco impacto en los espectadores). , ya que los episodios en color se transmitían en blanco y negro de todos modos). Esta serie comenzó a transmitirse a la mitad de la producción, lo que llevó a que solo se proyectaran 26 de los episodios. Los tres episodios no proyectados más "La casa en Dragon's Rock", que en algunas regiones no se transmitió porque se pensó que no era adecuado para niños, luego se mezclaron con la serie seis para su transmisión.

## Reparto
- Roger Moore como Simon Templar.
- Ivor Dean como el inspector Teal.
- Larry Taylor como Alicron.
- Justine Lord como Galaxy Rose.
- Ricardo Montez como Carlos Segoia.
- Suzanne Lloyd
- Arnold Diamond como el coronel Latignant.
- Leslie Crawford como Dunn.
- Oliver Reed como un matón.